# 巴克霍恩 (新墨西哥州)
巴克霍恩（英語：Buckhorn）是位於美國新墨西哥州格蘭特縣的普查規定居民點。

## 人口
根據2020年美國人口普查的數據，巴克霍恩的面積為12.01平方千米，皆為陸地。當地共有人口172人，而人口密度為每平方千米14.32人。